# Шиповник морщинистый
Шипо́вник морщи́нистый (лат. Rósa rugósa) — вид рода Шиповник семейства Розовые.

## Ботаническое описание

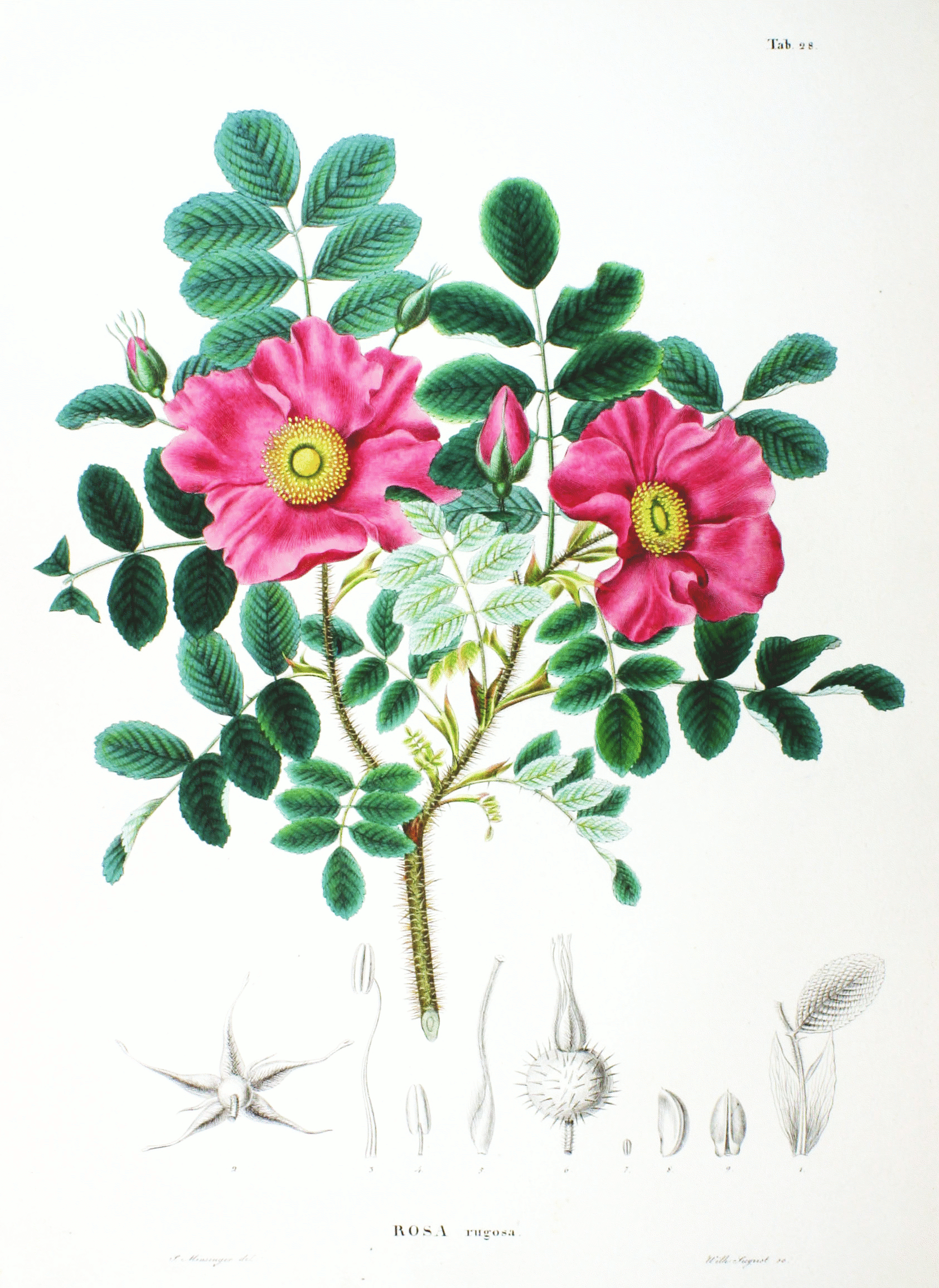
Ботаническая иллюстрация из книги Ф. Зибольда и Й. Цуккарини «Flora Japonica, Sectio Prima», 1870

Кустарник с прямостоячими толстыми ветвями от 2 до 6 м, по другим данным, от 0,8 до 1 (1,5) м в высоту, при благоприятных условиях образует густые непроходимые заросли.
Старые ветви одревесневшие, коричневые и голые, в то время как молодые побеги светло-зёленые и густо опушённые. Цветоносные побеги обильно покрыты шипами двух типов: 1) крепкими, с широким основанием, немного серповидно-изогнутыми или почти совершенно прямыми, едва опушёнными, со временем голыми и 2) мелкими, игловидными шипиками.
Листорасположение очерёдное, черешчатые. Средние листья цветоносных побегов 6—12 см длины; рахис всегда покрыт мягкими беловатыми волосками с примесью сидячих или стебельчатых желёзок. Прилистники широкие, сросшиеся с черешком, на вершине заострённые, сверху голые, снизу бело-волосистые. Листочки в числе семи, реже пяти или девяти, от округло-эллиптических до удлинённо-эллиптических, преимущественно 2,5—3 см длины и 1,5—2 см ширины, сверху отчётливо-морщинистые, блестящие, снизу обильно опушённые, нередко почти серо-войлочные, с примесью желёзок, по краю просто-зубчатые.
Цветки одиночные или по два — три, крупные, до 6—7 см в диаметре, на цветоножках 1,5—2 см длиной (в среднем равными длине плода), покрытых желёзками, реже желёзисто-щетинистых или голых; прицветники яйцевидные, на вершине заострённые. Чашелистиков пять, лепестков пять; чашелистики яйцевидно-ланцетные или линейно-ланцетные, часто листовидные, от светло-зелёного до красно-зелёного цвета, 2,5—3 см длины, снизу усеяны волосками с примесью желёзок, реже без них; лепестки двойные или полумахровые, цвет от насыщенного тёмно-розового до почти белого, обратнояйцевидные, в основании клиновидные, на вершине выемчатые. Головка столбиков крупная, почти сидячая, бело-войлочная. Цветёт в июне — июле, при благоприятных условиях может снова зацвести в сентябре — октябре (ремонтантный вид).
Плоды сплюснуто-шаровидные, мясистые, изначально светло-зелёные, но затем они становятся ярко-оранжево-красного или красного цвета. Плоды содержат около 3 % витамина C.

## Распространение и экология
Шиповник морщинистый встречается на Дальнем Востоке России (Камчатка, Сахалин, Хабаровский край в заамурской части, Приморский край), а также в Китае, Японии и Корее.
Натурализован в Европе (Дания, Финляндия, Ирландия, Норвегия, Швеция, Соединённое Королевство, Австрия, Германия, Венгрия, Нидерланды, Румыния, Франция), в Северной Америке в США в штатах Аляска, Коннектикут, Делавэр, Иллинойс, Массачусетс, Мэриленд, Мэн, Мичиган, Миннесота, Миссури, Нью-Гэмпшир, Нью-Джерси, Нью-Йорк, Огайо, Пенсильвания, Род-Айленд, Виргиния, Вермонт, Вашингтон, Висконсин и Западная Вирджиния, а также в Канаде и в Австралазии в Новой Зеландии.
Растёт образуя заросли на песчаных, глинистых и суглинистых почвах в прибрежной полосе моря. Заходит вверх по долинам рек на 15—20 км. По разным причинам переносится и хорошо приживается в более континентальных районах Дальнего Востока.
С 1 июня 2019 года в Финляндии шиповник морщинистый признан инвазивным видом, его продажа, культивирование и ввоз запрещены. Власти призывают уничтожить шиповник в садах, парках, пляжах, на обочинах дорог в течение следующих трех лет. При этом использовать специальную технику для ликвидации больших плантаций шиповника, в то время как отдельные кусты можно удалить вручную.
Часто образует естественные гибриды с шиповником даурским. Отмечены формы с белыми цветами (очень редко!), а так же формы с колючими плодами.

## Химический состав
Свежие плоды и листья содержат флавоноиды. Свежие плоды содержат 467—943,3 мг%, а по другим данным 354—667 мг% аскорбиновой кислоты на сухой вес мякоти. В свежих лепестках 0,25—0,38 % эфирного масла. Его нейтральная летучая фракция содержит 86,3 % фенилэтилового спирта, немного линалоола, цитронеллола, гераниола, нерола, бензилового, нонилового и гептилового спиртов, фенилэтилацетата, бензилформиата, нонилового аледегида, бензальдегида и ноналактона. В фенольной фракции обнаружен эвгенол, а в кислотной фенилуксусная, бензойная и другие кислоты. Экстракт листьев ряда шиповников содержит сахар хамамелозу, лепестки — пеонидин-3-гликозид, пеонидин, цианидин. По содержанию и качеству эфирного масла цветки не уступают кандалыкской розе.

## Хозяйственное значение и использование
В природе скрещивается с другими видами и образует много гибридов и форм. В культуре получен ряд сортов (в том числе и с белыми цветками), широко разводимых в частности в Хабаровском крае. Декоративен и в диком виде. Бордюры из шиповника морщинистого высаживались на ВДНХ в Москве. Пригоден для живых изгородей, для укрепления откосов и песчано-галечниковых прибрежных наносов.
Культивируется местным населением как декоративное растение, живые изгороди и как источник ягод, из которых готовят варенье и джемы. Лепестки используют для приготовления варенья и киселей, добавляют в компоты.
Отличный пыльценос, хороший медонос. По наблюдениям на юге Приморья цветки с утра до вечера посещались пчёлами. Пыльцу формируют в крупные обножки, но в утренние часы собирают нектар. Продуктивность нектара одним цветком 2,80—3,77 мг сахара. При теплой и влажной погоде цветки обильно выделяют нектар, но пыльцы дают гораздо больше. Иногда взяток достигал 3—5 кг перги и нектара на пчелиную семью в день. Мёд розоватый, обладает специфическим ароматом розового масла. Масса пыльников одного цветка 156—227 мг, а пыльцепродуктивность 52,0—75,7 мг. Пыльца бледно-жёлтая, клейкая.

### В медицине
Плоды входят в состав средств, используемых внутрь и в виде присыпки при сепсисе, всякого рода инфекциях, ранах, ожогах, а также при язвенной болезни желудка и новообразованиях. Из плодов готовят лекарственное вино; широко применяют их при гипо- и авитаминозах и как желчегонное средство. Уже первые исследователи Сахалина и Японии отметили широкое использование в пищу плодов шиповника морщинистого айнами. Эссенцию из цветков употребляют в китайской медицине при болезнях сердца и желудка. Цветки обладают вяжущими свойствами. Их добавляют в лекарства как улучшающие вкус средство и для устранения дурного запаха изо рта.

## Таксономия
- Rosa rugosa Thunb., 1784, Syst. Veg. , ed. 14: 473

Вид Шиповник морщинистый относится к роду Лапчатка (Potentilla) семейства Розовые (Rosaceae) порядка Розоцветные (Rosales), последовательно входящего в более крупные клады Фабиды → Розиды → Суперрозиды → Эвдикоты → Цветковые растения. Таксономическая схема в соответствии с Системой APG IV по состоянию на июнь 2024 года:
|  |                          |  |                                   |                                   |                   |  | еще 8 семейств | еще 8 семейств |                          |  |  |  | еще 404 подтвержденных вида и 2 505 видов, ожидающих подтверждения |
|  |                          |  |                                   |                                   |                   |  | еще 8 семейств | еще 8 семейств |                          |  |  |  | еще 404 подтвержденных вида и 2 505 видов, ожидающих подтверждения |
|  |                          |  |                                   | порядок Розоцветные               |                   |  |                |                | род Шиповник             |  |  |  |                                                                    |
|  |                          |  |                                   | порядок Розоцветные               |                   |  |                |                | род Шиповник             |  |  |  |                                                                    |
|  | клада Цветковые растения |  |                                   |                                   | семейство Розовые |  |                |                | вид Шиповник морщинистый |  |  |  |                                                                    |
|  | клада Цветковые растения |  |                                   |                                   | семейство Розовые |  |                |                |                          |  |  |  |                                                                    |
|  |                          |  | ещё 63 порядка цветковых растений | ещё 63 порядка цветковых растений |                   |  |                | еще 116 родов  | еще 116 родов            |  |  |  |                                                                    |
|  |                          |  |                                   | ещё 63 порядка цветковых растений |                   |  |                |                | еще 116 родов            |  |  |  |                                                                    |

### Синонимы
- Rosa andreae Lange
- Rosa calocarpa (André) E.Willm.
- Rosa camschatica Lindl.
- Rosa cinnamomea Ledeb.
- Rosa coruscans K.F.Waitz ex Link
- Rosa fastuosa K.Koch
- Rosa ferox Lawrance
- Rosa ferox Sol.
- Rosa kamtchatica Vent.
- Rosa kamtchatica var. ferox Van Geel
- Rosa kamtchatica var. ferox (Lawrance) Ser.
- Rosa kamtchatica var. nitens Lindl.
- Rosa kamtschatica Vent.
- Rosa maikwai H.Hara
- Rosa pubescens Baker
- Rosa regeliana Linden & André
- Rosa rugosa f. alba (T.S.Ware) Rehder
- Rosa rugosa f. albaplena (Rehder) Rehder
- Rosa rugosa f. alboplena (Rehder) Rehder
- Rosa rugosa f. amurensis Debeaux
- Rosa rugosa f. plena (Regel) Bijh.
- Rosa rugosa f. rosea (Rehder) Rehder
- Rosa rugosa f. rubroplena (Rehder) Rehder
- Rosa rugosa subsp. coruscans (K.F.Waitz ex Link) Juel, R.E.Fr. & Örtendahl
- Rosa rugosa unr. alba T.S.Ware
- Rosa rugosa unr. calocarpa André
- Rosa rugosa unr. repens-alba Anon.
- Rosa rugosa var. alba (T.S.Ware) Rehder
- Rosa rugosa var. albaplena Rehder
- Rosa rugosa var. albiflora Koidz.
- Rosa rugosa var. chamissoniana C.A.Mey.
- Rosa rugosa var. chamissoniana Rehder & E.H.Wilson
- Rosa rugosa var. coruscans (K.F.Waitz ex Link) Koehne
- Rosa rugosa var. ferox C.A.Mey.
- Rosa rugosa var. glabriuscula Crép.
- Rosa rugosa var. kamtchatica (Vent.) Regel
- Rosa rugosa var. lindleyana C.A.Mey.
- Rosa rugosa var. nitens (Lindl.) Regel
- Rosa rugosa var. plena Regel
- Rosa rugosa var. regeliana (Linden & André) Wittm.
- Rosa rugosa var. rosea Rehder
- Rosa rugosa var. rubra Rehder
- Rosa rugosa var. rubroplena Rehder
- Rosa rugosa var. subinermis C.A.Mey.
- Rosa rugosa var. thunbergiana C.A.Mey.
- Rosa rugosa var. typica Regel
- Rosa rugosa var. ventenatiana C.A.Mey.